# BABY BLUE!
「BABY BLUE!」（ベイビー・ブルー!）は、HALCALIの6枚目のシングル。2004年10月20日にフォーライフミュージックエンタテイメントから発売。

## 概要
前作「マーチングマーチ」から4か月ぶりのリリース。BOOWYの｢B･BLUE｣を大胆に使用｡プロデュースはRIP SLYMEの別名ユニット/O.T.F（オシャレ･トラック･ファクトリー）。Fantastic Plastic Machineの田中知之が楽曲制作に参加。

## 収録曲
1. BABY BLUE!（4:45）
作詞：VERBAL,田中知之
作曲・編曲：VERBAL,田中知之,Masayuki Kumahara
2. Find A Way（5:37）
作詞：BIKKE　作曲：高野寛・斉藤哲也　編曲：Nathalie Wise
3. BABY BLUE!（2人ともいないヴァージョン）（4:42）